# Cerebrito
El cerebrito, sesos de mono o cerebro de mono es un chupito elaborado con vodka, jugo de lima, crema irlandesa y granadina. Opcionalmente se puede decorar con nata montada. Aunque es poco común, también existen recetas de cerebro de mono en formatos más grandes, como en vaso Old Fashioned o en copa de cóctel.
Su nombre proviene de la textura que generan la granadina y la crema irlandesa, similar a un cerebro en formol. Suele servirse en los Happy hours durante Halloween.

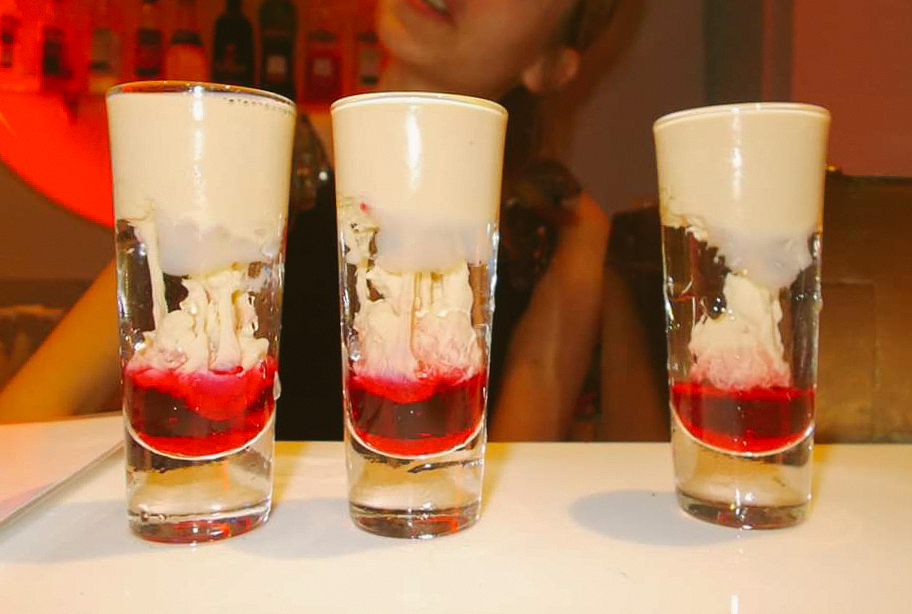
En este caso, el Bailey's no cuajó bien y no se formó el cerebrito. Es igualmente tomable, y recibe el nombre de «Hemorragia».

## Preparación
La realización puede ser un poco dificultosa, especialmente al momento de verter las gotas de Bailey's, es posible que en vez de caer hasta el fondo del vaso y formar el «cerebrito», se queden flotando en la superficie. Si se da este caso, el chupito pasa a llamarse «Hemorragia». Idealmente se usa un cuentagotas o una jeringa. En caso de no disponer de estos utensilios, también se puede usar una pajita (/cañita/popote).

## Variantes
El jugo de lima de preferencia será recién exprimido, aunque en muchas ocasiones se omite. Una versión con menos alcohol incluye solo la crema irlandesa y la granadina. En otras recetas, se omite la granadina y el vodka se sustituye por un vodka rojo, que dependiendo de la destilería, es vodka infusionado con rosáceas, bayas y frutas del bosque. La granadina se puede sustituir por licor de piruleta. En España, se le denomina más comúnmente cerebrito («cerebro de mono» proviene del inglés, monkey brain) y suele hacer solo con vodka y Bailey's. En Sudamérica, el Bailey's se suele sustituir por licor de dulce de leche, un producto muy típico de la región.